# الريمي (ذي السفال)

تعديل مصدري - تعديل

الريمي محلة تابعة لقرية العدانة، التابعة لعزلة وادي ضباء بمديرية ذي السفال إحدى مديريات محافظة إب في الجمهورية اليمنية، بلغ تعداد سكانها 159 حسب تعداد اليمن لعام 2004.